# 冰岛同性婚姻
2010年6月27日，冰島容許同性婚姻的法律生效。2010年6月11日，冰島國會在無人反對下通過性別中立婚姻法，而且公眾非常支持此法案。冰島成為全球第九個全國性給予同性註冊結婚的國家。

## 註冊伴侶
1996年冰岛容許同性伴侶的註冊伴侶關系。當性別中立婚姻法通過後，註冊伴侶就被取消。
註冊伴侶只適用於同性伴侶，給予等同婚姻的保護、責任及福利。一名已註冊的伴侶能領養另一伴侶的小孩，除非小孩是來自外國。冰岛各黨派均支持註冊伴侶，只有一名保守派的獨立黨的議員反對。
2006年6月2日，國會在無人反對下，通過給予同性伴侶等同異性伴侶在領養、養育及協助懷孕治療方面權益的法律。2006年6月27日法案正式生效。
2008年6月27日，新修改的法案容許冰岛國教會及其他宗教團體祝福同性註冊伴侶。
參與註冊伴侶的知名人士有前任女總理約翰娜·西于爾扎多蒂及她的女伴侶。2010年6月27日，她們的註冊伴侶關係轉變為婚姻關係。

## 同性婚姻
2009年4月大選中勝出的冰岛政府宣佈將會引入性別中立婚姻法案。2009年5月19日，社會民主聯盟及左翼綠色運動聯合政府宣佈會採納「單一婚姻法案」。雖然沒有指明，但已暗示了法案會是性別中立的。反對黨冰岛進步黨亦支持性別中立婚姻法案。
2009年11月18日，司法及人權部長確認冰岛政府正在推行包括同性及異性伴侶的「單一婚姻法案」。
2010年3月23日，政府公佈草案，取消註冊伴侶法及容許不論性別的伴侶皆可結婚。
2010年6月11日，冰島國會以49票贊成、0票反對、14票棄權和缺席通過性別中立婚姻法。2010年6月27日正式生效。

## 外部連結
- （冰岛语） Text of the bill repealing the registered partnership law and introducing same-sex marriage（页面存档备份，存于）